# Oxford University Association Football Club

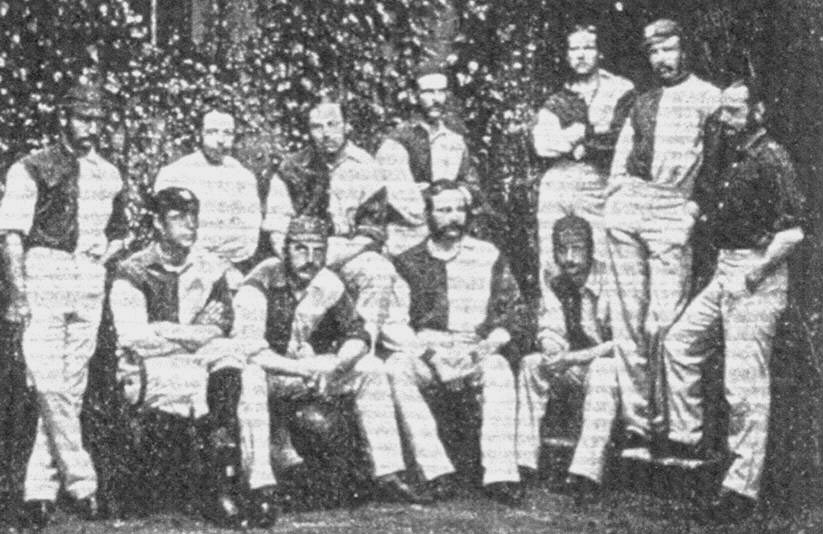
Oxford University AFC, 1874.

L'Oxford University Association Football Club, spesso abbreviata Oxford University, è una società calcistica inglese con sede nella città di Oxford, che rappresenta l'Università di Oxford. Milita nella British Universities Sports Association Midlands Division 1A.

## Storia
Fondata nel 1872, la società visse gli anni migliori negli anni '70 del 1800, vincendo la FA Cup del 1874 per 2-0 contro i Royal Engineers e raggiungendo la finale nel 1873, nel 1877 e nel 1880, ultimo anno in cui l'Oxford University affrontò la competizione.
Durante gli '50 del XX secolo la rosa del Pegasus, società calcistica amatoriale, era formata da studenti delle università di Oxford e di Cambridge.

## L'Oxford University e le nazionali

### Nazionale inglese e gallese
La società fornì tantissimi calciatori alla Nazionale inglese, tre dei quali giocarono il primo incontro internazionale riconosciuto dalla FIFA: Frederick Maddison, Arnold Kirke-Smith e Cuthbert Ottaway. In totale l'Oxford diede 22 calciatori all'Inghilterra.
Cinque calciatori fecero parte della Nazionale gallese durante il loro periodo all'Oxford University: Sydney Darvell, William Evans Alexander Jones, Hugh Morgan-Owen e Morgan Morgan-Owen.
In 2016, ha visto anche giocare un calciatore franco-italiano, Arnaud Trébaol, che ha giocato a Royal Mouscron Peruwelz in Belgio nei anni 2000, è stato Economista alla Banca centrale europea ed è ora un Economista della Banca di Francia.

## Palmarès

### Competizioni nazionali
- Coppa d'Inghilterra: 1

1873-1874

### Altri piazzamenti
- Coppa d'Inghilterra:

Finalista: 1872-1873, 1876-1877, 1879-1880
Semifinalista: 1874-1875, 1875-1876